# クックロビン

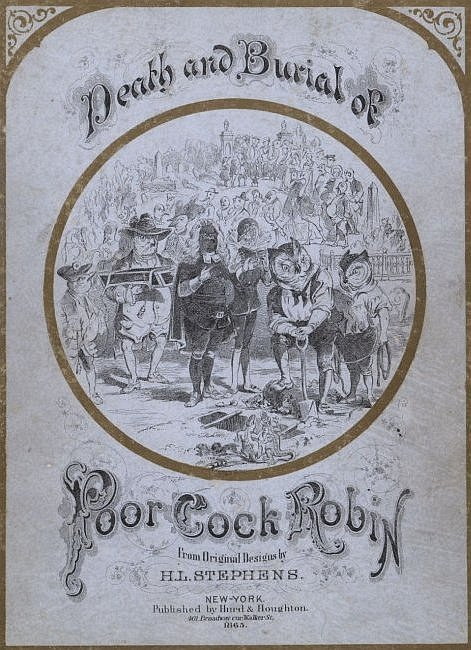
アメリカにおけるクックロビンの唄の絵本の表紙（ヘンリー・ルイス・ステファン画、1865年）。

クックロビンあるいはコックロビンとは、イギリスを中心とした英語圏の童謡であるマザー・グースの1篇である。原題は'Who Killed Cock Robin'といい、日本語訳として「駒鳥のお葬式」や「誰が駒鳥殺したの」などと呼ばれることもある。駒鳥の死から葬送までを語る内容で、マザー・グースとしては比較的長大な14連で構成される作品である。

## クックロビンについて

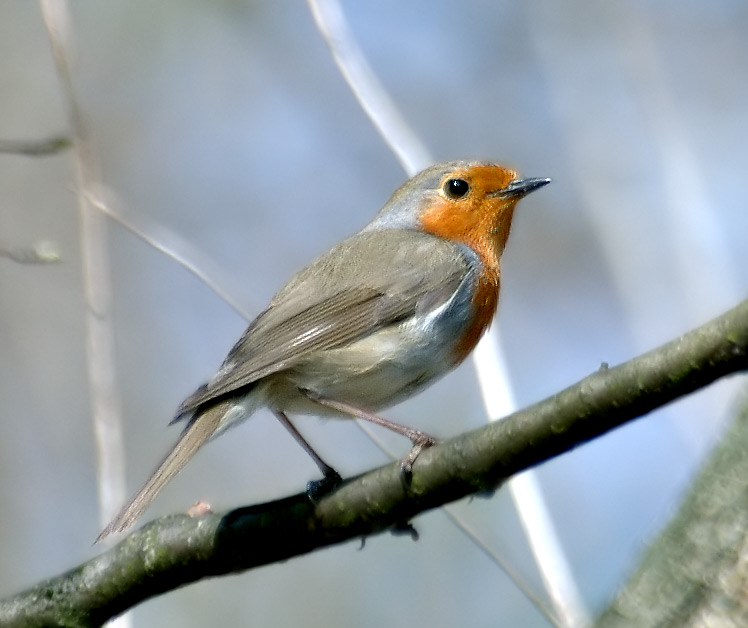
Robin、つまりヨーロッパコマドリは、イギリスの国鳥ともされる馴染み（なじみ）深い野鳥であり、さまざまな伝承に登場する。

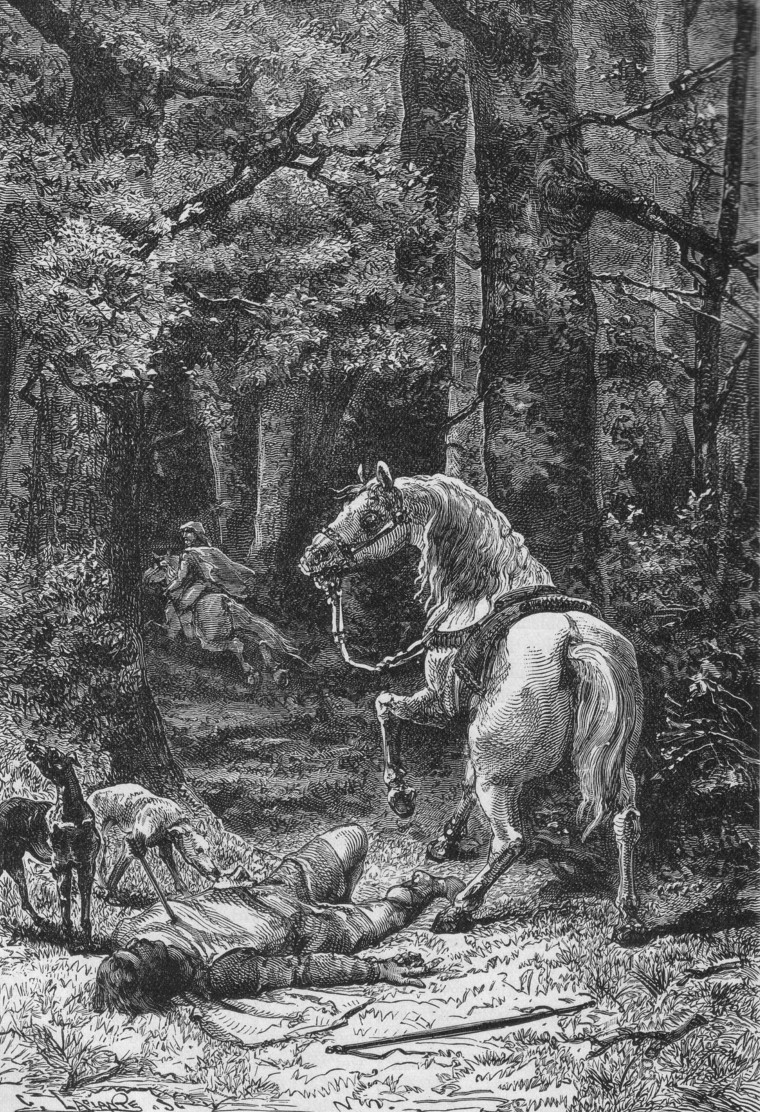
起源の一説に挙げられるウィリアム2世の死。

クックロビンはヨーロッパコマドリのことで、その胸が赤いことからかつては「ロビン・レッドブレスト」(Robin redbreast) と呼ばれており、それが略されて「ロビン」(Robin) と呼ばれるようになった。コマドリは雄も雌もよく似た色であることから、昔はすべて雄とみなされていたため「Cock（雄）」 Robinと呼ばれ、「Hen（雌）」Robinと呼ばれることはない。

## 詩の成立と起源

### 絵本への登場
作詩者・成立年代・起源などについては判然としない部分が多い。現在残る版本のうち、この「クックロビン」が記載された最も古いものは、1744年に刊行された『トミー・サムのかわいい唄の本』(Tommy Thumb's Pretty Song Book) である。ただし、この時点では4連で構成されておりさほど長い詩ではなかった。14連を備えた現在のかたちの歌詞が掲載された版本は、1770年に初めて刊行された。

### 成立年代
上記のとおり、この詩の記録は18世紀に初めて登場するが、その成立年代はより古い可能性がある。各々の連の第2句と第3句では必ず押韻が使われているが、第5連の「owl」と「shovel」のみ、現代の発音では押韻とならない。だが、14世紀から15世紀ごろの発音であれば押韻が成立するというのがその傍証である。また、この詩の内容はイギリスの詩人ジョン・スケルトン (John Skelton) が1508年ころに発表した作品『Phyllyp Sparowe』にも酷似している。

### 起源についての説
この詩の起源については、いくつかの説が存在する。代表的なものを下記に列挙する。
- いかなる武器でも傷つけられない力を得た北欧神話の神バルドルが、兄弟のヘズにより唯一の弱点であるヤドリギで貫かれて死んだ神話に由来するとする説[5]。
- イギリスの初代首相であったロバート・ウォルポールが1742年に辞任したことのパロディだとする説。「Robin」が男性名「Robert」の短縮形のひとつであることと、現在この詩が残る最古の版本の出版年がウォルポール辞任の直後（1744年）であることから生まれた説である。ただし、前述のようにこの詩の起源を17世紀以前に求めるならば、この説は正しくないことになる[5]。
- ニューフォレストでの狩猟の最中に何者かにより肺を射られて死亡したイングランド王、ウィリアム2世の故事を暗喩するものだとする説。
- イギリスの伝説上の義賊であるロビン・フッドと関連づける説。「ロビン」の名と、弓というアイテムの一致から推測されたものである[6]。

## 歌詞
| 原詞 Who killed Cock Robin                                                                                | 和詞「駒鳥のお葬式」                                                                                                |
| Who killed Cock Robin? I, said the Sparrow, with my bow and arrow, I killed Cock Robin.                   | 誰が駒鳥 殺したの それは私 とスズメが言った 私の弓で 私の矢羽で 私が殺した 駒鳥を                                   |
| Who saw him die? I, said the Fly, with my little eye, I saw him die.                                      | 誰が見つけた 死骸を見つけた それは私 とハエが言った 私の眼で 小さな眼で 私が見つけた 死骸を見つけた                 |
| Who caught his blood? I, said the Fish, with my little dish, I caught his blood.                          | 誰が取ったか その血を取ったか それは私 と魚が言った 私の皿に 小さな皿に 私が取った その血を取った                   |
| Who'll make the shroud? I, said the Beetle, with my thread and needle, I'll make the shroud.              | 誰が作るか 死装束を作るか それは私 と甲虫が言った 私の糸で 私の針で 私が作ろう 死装束を作ろう                       |
| Who'll dig his grave? I, said the Owl, with my pick and shovel, I'll dig his grave.                       | 誰が掘るの 墓穴を掘るの それは私 とフクロウが言った 私のシャベルで 小さなシャベルで 私が掘ろう お墓の穴を           |
| Who'll be the parson? I, said the Rook, with my little book, I'll be the parson.                          | 誰がなるか 牧師になるか それは私 とミヤマガラスが言った 私の聖書で 小さな聖書で 私がなろう 牧師になろう             |
| Who'll be the clerk? I, said the Lark, if it's not in the dark, I'll be the clerk.                        | 誰がなるか 付き人になるか それは私 とヒバリが言った 暗くなって しまわぬならば 私がなろう 付き人になろう             |
| Who'll carry the link? I, said the Linnet, I'll fetch it in a minute, I'll carry the link.                | 誰が運ぶか 松明（たいまつ）を運ぶか それは私 とヒワが言った すぐに戻って 取り出して 私が運ぼう 松明を運ぼう         |
| Who'll be chief mourner? I, said the Dove, I mourn for my love, I'll be chief mourner.                    | 誰が立つか 喪主に立つか それは私 とハトが言った 愛するひとを 悼んでいる 私が立とうよ 喪主に立とうよ                 |
| Who'll carry the coffin? I, said the Kite, if it's not through the night, I'll carry the coffin.          | 誰が担ぐか 棺を担ぐか それは私 とトビが言った 夜を徹してで ないならば 私が担ごう 棺を担ごう                         |
| Who'll bear the pall? We, said the Wren, both the cock and the hen, We'll bear the pall.                  | 誰が運ぶか 棺覆いを運ぶか それは私 とミソサザイが言った 私と妻の 夫婦二人で 私が運ぼう 棺覆いを運ぼう               |
| Who'll sing a psalm? I, said the Thrush, as she sat on a bush, I'll sing a psalm.                         | 誰が歌うか 賛美歌を歌うか それは私 とツグミが言った 藪の木々の 上にとまって 私が歌おう 賛美歌を歌おう               |
| Who'll toll the bell? I said the bull, because I can pull, I'll toll the bell.                            | 誰が鳴らすか 鐘を鳴らすか それは私 と雄牛が言った 私は引ける 力がござる 私が鳴らそう 鐘を鳴らそう                   |
| All the birds of the air fell a-sighing and a-sobbing, when they heard the bell toll for poor Cock Robin. | 空の上から 全ての小鳥が ためいきついたり すすり泣いたり みんなが聞いた 鳴り出す鐘を かわいそうな駒鳥の お葬式の鐘を |

## 現代文化との関連
現代文化において「クックロビンの死」というモチーフは文学・音楽・映画などに幅広く取り入れられ、その数は枚挙にいとまがない。

### 英語圏での例

#### 小説
殺人をテーマとした詩のために、ミステリー小説・探偵小説の題材とされる場合が多い。以下に比較的古い例を挙げる。
- 1924年発表のハリントン・ヘクスト[注 6]作『だれがコマドリを殺したのか?』。
- 1924年発表のフィリップ・マクドナルド作『鑢』。冒頭に詩の一部が引用され、また作中で探偵がこの唄について「子供が出くわす最初の探偵小説ですよ」と評する部分がある。
- 1929年発表のS・S・ヴァン＝ダイン作『僧正殺人事件』。ロビンという弓術選手が矢で射られ殺害されることで事件が始まる。
- 1943年発表のエラリー・クイーン作『靴に棲む老婆』。別のマザー・グースの1篇'There Was an Old Woman'を下敷きとした作品だが、18章の章題に詩の一部が引用されている。
- 1945年発表のエリザベス・フェラーズ作『私が見たと蠅は言う』。

#### 風刺
イギリスではよく知られた唄のため、替え唄にして風刺に用いられる場合がある。以下は、25歳で夭逝（ようせい）した詩人ジョン・キーツを死後に酷評した批評誌に対し、G・G・バイロンがキーツを擁護するために詠（うた）ったものである。
Who kill'd John Keats?

"I" says the Quarterly,

So savage and Tartarly,

"'Twas one of my feats."
誰がジョン・キーツを殺したか

「それは俺さ」とうそぶくは

野蛮千万『クォータリー』誌

「俺のお手並み 思い知れ」

#### 映像・音楽
- 1935年には、ウォルト・ディズニー・カンパニーの短編アニメーション映画『シリー・シンフォニー』シリーズ中の1作として映像化されている。
- イギリスには、1980年代に活動し、2006年に再結成されたCock Robinというポップ・バンドが存在する。

### 日本への移入

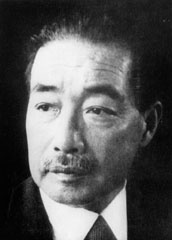
『まざあ・ぐうす』の訳者北原白秋

日本で初めてこの詩を訳出したのは北原白秋で、1921年、マザー・グースの他の作品とともに『まざあ・ぐうす』として出版されている。以来、竹友藻風・平野敬一・谷川俊太郎・寺山修司・藤野紀男など、数多くの詩人・英文学者により日本語訳がなされている。
文学作品への引用の古い例としては、1910年発表の竹久夢二の童話『少年と春』に一部ではあるが訳詩がはさまれている。これは北原白秋による本格的な訳詩よりも古い。近年の引用例では、東野圭吾の『白馬山荘殺人事件』（1986年発表）の中で、この詩の最初の一節が冒頭に掲げられ、ラストでも登場人物にこの一節が読まれている。
近年では、漫画作品での引用もみられる。たとえば、作中でマザー・グースの歌詞が随所に引用される萩尾望都の『ポーの一族』中の1篇「小鳥の巣」 （1973年発表） は、この詩を下敷きとした作品である。また、魔夜峰央の『パタリロ!』作中には「クックロビン音頭」という踊りが登場する。同様に、塀内真人のテニス漫画『フィフティーン・ラブ』（1984年 - 1986年発表）の中で、主人公のライバルの1人ロビン・ザンダーがときどき「クック・ロビン」と呼ばれている。アニメ『うる星やつら』第98話「そして誰もいなくなったっちゃ!?」（1983年発表）も、アガサ・クリスティの『そして誰もいなくなった』を下敷きにしつつ、この詩をモチーフにした作品であり、劇中にて温泉マークのセリフとして詩が引用されている。